# Fülöp Attila (politikus)
Fülöp Attila (Budapest 1978. –) magyar politikus, 2010-től a Nemzeti Erőforrás Minisztérium Szociális és Családügyekért Felelős Államtitkárságának kabinetfőnöke. 2012-től az Emberi Erőforrások Minisztériumban család és esélyteremtési politikáért felelős helyettes államtitkár. 2018 és 2019 között szociális ügyekért és társadalmi felzárkózásért felelős államtitkár. 2019. május 1-től szociális ügyekért felelős államtitkár. 2022 májusától a Belügyminisztérium gondoskodáspolitikáért felelős államtitkára. 2025-től Budapest 04. választókerület elnöke és országgyűlési képviselő. 

## Tanulmányai
- 2002., Budapesti Közgazdaságtudományi és Államigazgatási Egyetem pénzügyek/ költségvetési pénzügyek szak.
- 2005., Budapesti Műszaki Főiskola Neumann János Informatikai Főiskolai Kar általános informatika, programozói szak.

## Szakpolitikai pályafutása
1. 2010-től a Nemzeti Erőforrás Minisztérium Szociális és Családügyekért Felelős Államtitkárság - kabinetfőnök.
2. 2012-től az Emberi Erőforrások Minisztériuma - család és esélyteremtési politikáért felelős helyettes államtitkára.
3. 2014-től az Emberi Erőforrások Minisztériuma egyházi, nemzetiségi és civil társadalmi kapcsolatokért felelős államtitkársága - kabinetfőnök, majd helyettes államtitkár.
4. 2016-2017 között az Emberi Erőforrások Minisztériuma – miniszteri biztos.
5. 2018-tól az Emberi Erőforrások Minisztériuma - szociális ügyekért és társadalmi felzárkózásért felelős államtitkára volt.
6. 2019. május 1-jétől az Emberi Erőforrások Minisztériumának szociális ügyekért felelős államtitkára.[3]
7. 2025. február 26-ától budapesti 04. számú választókerületének elnöke.[4][5]

## Nyelvismerete
Angol felsőfok, német és francia középfok. 

## Családja
Nős, 3 gyerek édesapja.